# Classe ATC P01
La classe ATC P01, dénommée « Antiprotozoaires », est un sous-groupe thérapeutique de la classification anatomique, thérapeutique et chimique, développée par l'OMS pour classer les médicaments et autres produits médicaux. La classe ATC vétérinaire correspondante dans la classification ATCvet est QP51. Le sous-groupe présenté ici est celui établi par l'OMS, et peut donc différer des versions dérivées utilisées dans certains pays. Il fait partie du groupe anatomique P de la classification, intitulé « Antiparasitaires, insecticides et répulsifs ».

## P01A Médicaments contre l'amibiase et autres protozooses

### P01AA Dérivés de l'hydroxyquinoline
P01AA01 Broxyquinoline (en)
P01AA02 Clioquinol (en)
P01AA04 Chlorquinaldol (en)
P01AA05 Tilbroquinol (en)
P01AA52 Clioquinol, associations

### P01AB Dérivés nitro-imidazolés
P01AB01 Métronidazole
P01AB02 Tinidazole
P01AB03 Ornidazole (en)
P01AB04 Azanidazole (en)
P01AB05 Propénidazole (en)
P01AB06 Nimorazole (en)
P01AB07 Secnidazole
P01AB51 Métronidazole, associations

### P01AC Dérivés du dichloroacétamide
P01AC01 Diloxanide
P01AC02 Cléfamide (en)
P01AC03 Étofamide (en)
P01AC04 Téclozan (en)

### P01AR Médicaments à base d'arsenic
P01AR01 Arsthinol
P01AR02 Difétarsone (en)
P01AR03 Glycobiarsol (en)
P01AR53 Glycobiarsol, associations

### P01AX Autres médicaments contre l'amibiase et autres protozooses
P01AX01 Chiniofon (en)
P01AX02 Émétine
P01AX04 Phanquinone (en)
P01AX05 Mépacrine
P01AX06 Atovaquone
P01AX07 Trimétrexate (en)
P01AX08 Ténonitrozole (en)
P01AX09 Dihydroémétine (en)
P01AX10 Fumagilline
P01AX11 Nitazoxanide
P01AX52 Émétine, associations

## P01B Antipaludéens

### P01BA Aminoquinoléïnes
P01BA01 Chloroquine
P01BA02 Hydroxychloroquine
P01BA03 Primaquine
P01BA06 Amodiaquine

### P01BB Biguanides
P01BB01 Proguanil
P01BB02 Cycloguanil embonate (en)
P01BB51 Proguanil, associations

### P01BC Alcaloïdes de la quinine
P01BC01 Quinine
P01BC02 Méfloquine

### P01BD Diaminopyrimidines
P01BD01 Pyriméthamine
P01BD51 Pyriméthamine, associations

### P01BE Artémisine et dérivés, seuls
P01BE01 Artémisine
P01BE02 Artéméther
P01BE03 Artésunate
P01BE04 Artémotil (en)
P01BE05 Arténimol

### P01BF Artémisinine et dérivés, combinaisons
P01BF01 Artéméther et luméfantrine
P01BF02 Artésunate et méfloquine
P01BF03 Artésunate et amodiaquine (en)
P01BF04 Artésunate, sulfaméthopyrazine et pyriméthamine
P01BF05 Arténimol et pipéraquine (en)
P01BF06 Artésunate et pyronaridine (en)

### P01BX Autres antipaludéens
P01BX01 Halofantrine (en)
P01BX02 Artérolane et pipéraquine

## P01C Antileishmaniens et trypanocides

### P01CA Dérivés du nitro-imidazole
P01CA02 Benznidazole

### P01CB Médicaments à base d'antimoine
P01CB01 Antimoniate de méglumine
P01CB02 Stibogluconate sodique

### P01CC Dérivés du nitrofurane
P01CC01 Nifurtimox
P01CC02 Nitrofural (en)

### P01CD Médicaments à base d'arsenic
P01CD01 Mélarsoprol
P01CD02 Acétarsol

### P01CX Autres antileishmaniens et trypanocides
P01CX01 Iséthionate de pentamidine
P01CX02 Suramine sodique
P01CX03 Éflornithine